# Otomão ibne Abi Niça Alcatami
Otomão ibne Abi Niça Alcatami (em árabe: عثمان بن أبي نسعة الخثعمي; romaniz.: ʿUthmān ibn Abī Nisʿa al-Khathʿamī) ou Otomão ibne Abi Naça Alcatami ('ʿUthmān ibn Abī Nasʿa al-Khathʿāmī), foi uale do Alandalus de 728 a 729.

## Vida
As fontes latinas, Crônica de 754 (754) e Crônica Profética (883), concordam em dar-lhe um mandato de quatro meses. O estudioso andalusino ibne Habibe (878/9), entretanto, dá a ele cinco meses. Almacari parece acreditar que sucedeu Iáia ibne Salama Alcalbi em dezembro de 727 e por sua vez foi sucedido por Hudaifa em junho ou julho de 728, uma inversão da ordem dos governadores dada nas fontes primárias.
A Crônica de 754 não especifica como Otomão chegou ao poder e pode ser que não tenha sido nomeado ou aprovado por seu superior imediato, o governador da Ifríquia, ou pelo califa omíada em Damasco. De acordo com o Crônica, que critica Hudaifa por sua falta de seriedade, "Otomão veio secretamente da África para governar a Espanha. Após ter governado por quatro meses, substituindo [Hudaifa] com honra, [Alhaitame] revelou abertamente o selo ou autorização do príncipe, enviado da região mencionada [Ifríquia], indicando que deveria assumir o controle de Espanha imediatamente."